# 監査役野崎修平
『監査役 野崎修平』（かんさやく のざきしゅうへい）は、周良貨原作、能田茂作画による日本の経済漫画、およびそれを原作としたテレビドラマ。1998年に『MANGAオールマン』（集英社）で連載が開始され、2002年の雑誌休刊後は『ビジネスジャンプ』（同社刊）にて連載が引き継がれ、2003年に連載が終了した。同誌で2003年から2007年連載されていた、国有化されたあおぞら銀行を舞台とした続編『頭取野崎修平』（とうどりのざきしゅうへい）についても触れる。

## 概要
大手都市銀行の「あおぞら銀行」を舞台に、それまで都下（東京都多摩地域）の一支店の支店長に過ぎなかった主人公の野崎修平が監査役に就任し、銀行内における様々な不正や経営問題を巡って悪戦苦闘する様子を描いた。作画の能田が師事した本宮ひろ志に近い画風で描かれている。
日本の企業において存在が事実上形骸化していた監査役にスポットを当てた珍しい作品として、連載当時人気を博した。また企業におけるコンプライアンス問題などを先取りした作品でもある。
連載進行中にバブル崩壊に伴う不良債権処理問題やそれに伴う銀行の合併など、金融業界が大きく変化したことから、連載後期になるとそれらに関する問題が多くを占めるようになり、連載末期の「銀行大合併編」では、みずほ銀行の合併をモチーフとした「新日本銀行」の合併劇（それに伴うシステム障害の発生など）等が描かれた。
コミック化にあたっては、銀行大合併編前（全12巻）と銀行大合併編（全4巻）にタイトルが分けられた。
『グランドジャンプPREMIUM』2017年11月号より、地方銀行を舞台として、アパートローンをテーマとした新シリーズ『新・監査役野崎修平』が連載開始された。
2018年、織田裕二の主演でテレビドラマ化された。また、韓国でも、同年末にこれを基にしたリメイク作品『ザ・バンカー』がキム・サンジュン主演で放映された。
なお、本作に登場する｢あおぞら銀行｣は実在するあおぞら銀行（旧日本債券信用銀行）と名前が同一だが、あおぞら銀行の誕生は連載開始後の2000年のことであり、一切関係がない。本作のモデルとなったのは、先述の通り合併をモチーフとした話がみられるように、富士銀行及びみずほ銀行である。

## 物語
監査役野崎修平
あおぞら銀行地蔵通り支店の支店長だった野崎修平。出世コースからは外れていた野崎だが、支店閉鎖に伴う人事異動によって本店の監査役に栄転。しかし実際には形骸化された部署のようなものだったため、誇りを持って働く者はいなかった。
金融当局による金融ビッグバンが行われていた1990年代末の金融業界。大量の不良債権を始めとする、バブル経済の崩壊を象徴する様々な問題があおぞら銀行を直撃していた。そんな中、野崎は不正を目の当たりにし、監査役という職務を全うするため、秘書とともに銀行に蔓延る問題を次々と晒してゆく。
頭取野崎修平
あおぞら銀行が国有化されてから2年、思うように収益が回復しないあおぞら銀行に、産業再生機構において多くの企業を立て直してきた再建請負人として、かつての監査役・野崎が頭取に就任。金融再編の流れに取り残され中位行に転落したあおぞら銀行を「真のお客様のための銀行」として育て上げるべく奮闘する。
しかし行内は国有化後の2年間ですっかり疲弊してしまっていた。また、かつての大手銀行だった時代の再来を夢見る人間も多く、「無駄に規模を拡大するよりは身の丈にあった経営を」と考える野崎の方針に反発する人間も少なくない。その中で野崎は徐々に支援者を増やしていく。

## 主な登場人物

### あおぞら銀行
野崎 修平（のざき しゅうへい）
主人公。 あおぞら銀行・地蔵通り支店の支店長を務めていたが、支店の統廃合に伴う人事異動で役員である監査役に異例の栄転する。
監査役としては、当初は「不正を徹底的に追及する」「その結果銀行がなくなったとしても、それは銀行が社会的に必要とされていなかったというだけのこと」として行内の不正を徹底的に追及する姿勢を取っていた。監査役室に割り当てられている予算・人員不足や、行内の他部署の非協力的な姿勢が原因で、不正と思われる事例が見つかってもそれを深く調査できない状況が度々発生することにもどかしさを感じている。
監査役としての不正追及の手が京極頭取らにも及びそうになると、京極は専務ポストや大手ゼネコン社長の出向など出世を餌に度々野崎を監査役から外そうとするが、野崎はそれを拒否し監査役に留まった。
後半になると、武田等の影響もあって徐々に経営者としての意識が芽生え始め、越後屋百貨店の再建問題の際には「多くの社員を路頭に迷わすわけにはいかない」として自ら越後屋への出向を志願（それを条件に同案件に関する全権委任を京極に認めさせた）したが、越後屋側から出向は不要とされたため、結局監査役の座に留まった。
後に新日本銀行からあおぞら銀行が分離した際に、武田の望みで専務となるが、その直後にあおぞら銀行が債務超過状態にあるとして国有化されたため、責任を取って役員を辞任した。
北国大学（原作者の母校北海道大学がモデル）卒業で、学生時代に知り合った翻訳家の妻・志穂と、高校生の娘・枝理花の三人家族。
続編『頭取野崎修平』では外部で企業再建を手がけてきた影響もあってか人間的な凄みを増しており、森島曰く「どこか甘さのあった昔の野崎さんじゃない 仏鬼同体だ」とのこと。
雪国銀行（北海道拓殖銀行をモデルとするが、地銀であるなど異なる点も多い）の救済合併の際には京極春樹からは「少しは父の気持ちがわかったんじゃないですか」と指摘され、「最後はトップが決めるしかない」という点で「当たっているところもある」とそれを認めている。実際雪国銀行が経営破綻する直接の原因となった道央リゾートの再建に関しては、かつて北国大学に在学していた縁から、当時のコネをフル活用して北海道の支援を引き出したりもした。漫画の中でも、野崎の背景に京極元頭取の姿が見えるようなコマが多く描かれ、野崎が京極に似てきたことを示唆している。
森島らによるクーデター騒動の際は、極秘裏に金融担当大臣の田村と接触して合併提案を否決するよう依頼するなど、経営者として策を弄する場面も出てきた。
監督官庁である金融庁が、あおぞらを潰しにかかり資本注入分を返済する為に資本増強の為5000億を民間から調達。国有化から脱却をはかった。
石橋（いしばし）
野崎付きの運転手として配属されたが、野崎が監査役として独自の調査を行うのに人手が必要になったため、監査役室のスタッフとして働いている。飄々とした性格。
吉野 美保（よしの みほ）
監査役室付きの秘書。野崎のスタッフの一員となる。女を武器に野崎に擦り寄る橘祥子の事を良く思っていない。
沖田 浩二（おきた こうじ）
初登場時は検査部の社員。後にあおぞら銀行を退社して、あおぞら銀行時代に入手した様々な会社の弱みに関する情報を元にコンサルタント業を始める。
実は父親は大手生命保険会社の大日本生命（あおぞら銀行の大株主でもある）の社長だが、兄弟の中で唯一東京大学に入れなかったことなどが原因で父親から「三流の人間」呼ばわりされており、それに反発して生きている。
銀行を辞めた後もインターネット経由で行内の信用情報データベース等に不正アクセスを繰り返していたが、それを野崎に見破られており、不正アクセスを見逃すことを情報提供の交換材料とされたこともある。
続編では雑誌社・金融業・人材派遣等を手がける経営者として登場。しかし一方では相変わらず総会屋として、かつてのあおぞら銀行時代の人脈を使い、本来漏らしてはいけない顧客のさまざまな情報を入手している。松崎と海藤を対面させる場を作ったりもしたが、野崎の仕掛けで偽情報を流され、仕手戦で一財産を失い、松崎の傘下に入った。
京極 雅彦（きょうごく まさひこ）
あおぞら銀行頭取。風貌は温和そうな紳士に見えるが、非常に傲慢なカリスマ的独裁者。自らの権力維持のためには手段を選ばないが、その一方であおぞら銀行の未来のため行内の改革や若返りの必要性を感じており、その観点から野崎を監査役、武田を専務に据えた。ただ野崎・武田らの動きが自らの予想を上回り、自らの地位も危うくなることがしばしば起こることに対して苦々しく思い、2人の対抗処置として懐刀の柳沢を呼び戻した。
大合併編では合併した新日本銀行のCEOの一人となるが、自らの主導で誕生した新日本銀行をぶち壊しにした野崎らの動きを潰すために「坂本レポート」を元に数字をアップデートしたレポートを金融庁に提出し、分離早々のあおぞら銀行を国有化へと追い込んだ。
入行当初は学者肌の大人しい性格だったが、取引先の呉服屋が先物取引に手を出しているのを知り融資を打ち切ったところ、数ヵ月後資金繰りに詰まったその呉服屋は倒産し主人が自殺した事件を機に「この力の頂点にはどのような権力があるのか知りたい」として権力志向に走るようになった、と橘一郎が回想している。
続編では葉山に隠居している。物語中盤で一応、とある財団の理事長に就任しており表向きは財界に復帰。あおぞらの頭取に戻る計画が持ち上がるも、鷹山の失脚により頓挫。春樹が暗殺されそうになり救助を求めたが、面会を拒否した。直接の出番はほとんど無く、セリフは1つも無し。但し、面会を求められた時に「自分で何とかしろ」という手紙を渡しただけだった。
武田 真吾（たけだ しんご）
紳士気風の強いあおぞら銀行にしては珍しい武闘派役員。関連会社のあおぞら興産の社長を務めていたところ、東都政策研究室との関係が悪化したことに伴う対応策として、異例の専務待遇で呼び戻される。
当初は少々の不正には目をつぶり利益拡大を図る姿勢から、東都政策研究室と手を結ぶなど野崎と対立するが、あおぞら銀行の行員やその家族に危害を加える東都の動きに憤慨し東都と決裂。その後「東都を検察に売ったのは武田」という噂を柳沢副頭取に流され、逆上した海藤らはその真偽を確認せず武田を襲わせたため、腹部を刺され重傷を負った。
怪我から回復後、銀行再建のために京極を頭取の座から追い落とす必要があるという点で野崎と見解が一致し共闘することに。その結果新日本銀行から分離した新生あおぞら銀行の頭取となるが、その直後に銀行が国有化され、野崎共々その座を追われた。
続編ではインターナショナル・リスク・マネジメント（IRM）という会社を経営。鈴木商事関連の案件で行員に危害が及ぶことを予想した野崎が、それに対する防御策として警備等を依頼した。リハビリに成功したらしく、車椅子ではなく普通に歩行できるようになっている。
林 一郎（はやし いちろう）
あおぞら銀行の専務だったが、東都政策研究室への一連の利益供与に関わっていた責任を取らされる形で解雇・告発される。
阿部 龍平（あべ りゅうへい）
初登場時は支店統括第四部長。後に取締役総合企画部長となるが、東都政策研究室への利益供与問題の責任を擦り付けられ銀行を追われた。
元々は野崎の部下だったが、ある倉庫会社が実は暴力団のフロント企業だったことを見抜けずに巨額の融資を実行した際にその責任を野崎が一人でかぶって関連会社に出向したため立場が逆転し、後に野崎の上司という立場となった。
森島 博（もりしま ひろし）
あおぞら銀行の人事部長。野崎の姿勢に早くから共感していた一人で、あおぞら銀行分離を求める運動の際には板垣とともに中心人物の一人となった。その後、専務、副頭取と昇格。
当初は野崎と二人三脚であおぞら銀行を立て直すべく努力していたが、野崎との考えの違いや京極春樹らの口車により、かつての上位行の地位に返り咲くことを夢見るようになり、反・野崎のクーデターのリーダーとなる。しかしクーデターは失敗。それは不問に処されるが、副頭取に昇進かつ不良債権処理専管を命ぜられる。
金融庁の検査に対し重要資料を隠すよう指示。これによって金融庁から検査忌避の疑いを持たれ、銀行を危機に陥れたため、野崎により懲戒解雇される。最後は自分の行為が間違っていたと行員に話し、銀行を去っていった。
諏訪 信一（すわ しんいち）
あおぞら銀行の取締役。高卒ながら役員に上り詰めた。ただしその業務手法はかなり強引なものだったようで、諏訪の担当部署は在任期間中こそ高い利益を上げたものの、諏訪が部署を離れたとたんにどこも不良債権の山と化していた。リストラの一環で取締役を減らすことになった際にその対象となり、1期2年で取締役を追われることになったことに不満を感じ銀行から金を騙し取ろうと画策するが、野崎・武田らに感づかれ失敗に終わる。
和田 博和（わだ ひろかず）
初登場時は本店営業一部勤務。野崎に東都政策研究室のフロント企業の一つである「山田エージェンシー」が怪しいという情報を流すが、それが元で本店を追われ熊本に左遷。しかしそこで労働組合の支部代表となり、あらかじめ西日本の組合を味方につけるなどの策士ぶりを発揮して半ばクーデターのような形で労働組合の委員長に就任した。
西條 進（さいじょう すすむ）
初登場時は不良債権の管理業務（実態はいわゆる飛ばし）を担当する業務推進部長。後に野崎への対抗馬としてコンプライアンス統括室長となった。
業務遂行能力は高いが出世欲が強く、違法スレスレの行為も厭わない。
直属の上司である諏訪がリストラの対象となったと知るやすかさず武田に取り入り諏訪を告発したほか、その後コンプライアンス室長として京極の直属の部下となった後で、武田に直訴して合併推進委員会の委員長となったりしたものの、いずれも目論見は外れ結果は裏目に出ている。
続編では本店営業統括部長として登場。あおぞら銀行をかつての上位行の地位に蘇らせその頭取となることを夢見ているが、その拡大志向ゆえに野崎と事あるごとに対立する。後に野崎の意向で個人営業部長に異動となるが、あまりのやる気のなさに支店長会議で吊るし上げを食らう。しかしそれを受けて、一晩で溜まった案件を処理するなど、業務処理能力は相変わらず高い。
結局「法人担当に戻してくれないのならあおぞらを辞める」として京極春樹に直訴し、経営企画本部に異動するが、森島の指示で不良債権に関する資料隠しを行っていたとして調査役に降格。その後しばらくは自ら資料室にこもっていたが、実務能力を買われあおぞら銀行存続のための緊急対策チームに加わり、大規模増資による債務超過の解消を発案した。
橘 祥子（たちばな しょうこ）
初登場時は東銀座支店長。あおぞら銀行史上初の女性支店長である。あおぞら銀行初の女性役員の座を狙っており、野崎を利用しての出世をたくらむ野心家である。後に本店に戻り執行役員綜合企画部長。
出世のために男を踏み台にするのが得意で、かつては夫と娘がいる身でありながら武田の愛人だったことがある。詳細は不明だが現在は離婚している。
あおぞら銀行初の女性役員と目されていたが辞職し、続編では外資系投資ファンド・J&Fグループの日本法人のNo.2として登場（本人曰く「国内は私が取り仕切っている」とのこと）。
雪国銀行が抱えるリゾート案件の処理などで何度となくライバルとして登場する。
あおぞら銀行が倒産したあとで買収し、その頭取になることを望んでいる。
坂本 正義（さかもと まさよし）
初登場時は業務推進部で西條の部下。不良債権飛ばしを進める西條の姿勢に疑問を持ち、西條のパソコンに保存されているデータを無断でコピーして野崎に流そうとするが、寸前で西條に見つかってしまう。そのため懲戒解雇寸前まで追い込まれるが結局は地方への左遷という形で決着となる。その後人事異動で監査役室のスタッフとなり、野崎の片腕的存在となる。
コンピュータシミュレーションを得意としていて、監査役室への異動後は銀行のスーパーコンピュータを使ったシミュレーションによる「あおぞら銀行が実質的に債務超過状態にある」というレポートを作成した（そのため当該レポートは通称「坂本レポート」と呼ばれる）。
続編では札幌支店の課長代理として登場。彼から上がってきた融資の稟議（融資部では否決されていた）をたまたま野崎が目にしたことで再び関わりを持つようになる。雪国銀行の経営危機が表面化した際には、頭取直轄の「北海道再生本部長」となり、石原とともに雪国銀行やJ&Fグループとの交渉窓口となった。
その問題が一段落したところで、森島の意向で、大手総合商社ながら不良債権を大量に抱え経営危機に陥っていた鈴木商事に出向（これには野崎に対する人質としての意味合いもある）。結局鈴木商事は民事再生法の適用を申請して事実上倒産するが、その中でも採算部門を救済するためのファンドを設立することを提案し野崎の了承を得た。
渡辺（わたなべ）
あおぞら銀行の検査部長。温和な性格の常識人で、東都政策研究室への利益供与事件の当初より野崎に協力的な数少ない人物の一人だったが、リストラの一環で関連会社に出向させられてしまう。
堺（さかい）
初登場時は渡辺の後任の検査部長。その後システム開発部長に異動する。神田生まれの江戸っ子だが、関西勤務が長かったため言葉も関西弁となり、典型的な関西人キャラとなってしまった。
当初は野崎に非協力的だったが、柏木が「実は野崎は京極の意向を受けて動いている」という嘘を吹き込んだところ急に野崎に協力的になり、監査役室のスタッフでは対応し切れない大規模な調査等に人員を提供したりしている。
柳沢 秋保（やなぎさわ あきやす）
京極の懐刀的存在。関連事業部の参与という閑職に追いやられていたが、野崎らの動きに危機感を抱いた京極により呼び戻され副頭取に就任。行内では「カミソリ柳」の異名を持つほど狡猾で食えない人物。『監査役』終盤で副頭取からヒラの取締役まで降格していたが、そのため経営責任を問われることなく銀行に居た。続編冒頭にて頭取に就任するが、経営はうまくいかず1期2年でその座を追われ、後任に野崎が就任した。
板垣 悟郎（いたがき ごろう）
初登場時は支店業務部長。行内では「ケンカ板垣」の異名を持ち、上司だろうと構わずに議論を吹っかける姿勢から行内には存在を煙たがるものも少なくなかった。本店に戻ってきてから本店の部長クラスの有志で「あおぞら銀行をよくする会」という勉強会を立ち上げ、後の新日本銀行からあおぞら銀行が分離する火種の一つとなる。
続編では小樽出身ということで、請われて北海道の地銀である雪国銀行の頭取に就任。しかしバブルの遺産のリゾート案件の処理等に苦しんでいた。あおぞら銀行による吸収合併の後、森島の解雇で役員が手薄になったこともありあおぞら銀行に戻り専務となる。
竹林（たけばやし）
システム開発部の調査役で、実質的な勘定系システム開発のリーダー。「あおぞらオンライン」と呼ばれる自行のシステムの先進性に絶対的な自信を持っており、（竹林から見れば）時代遅れのひかり銀行のシステムにシステムを一本化しなければならないことを苦々しく思っていたため、新日本銀行からあおぞら銀行を分離させる動きが出始めると分離派の中心人物の一人となる。
続編ではシステム開発部長に昇進して登場。自ら「日本の銀行で最も進んでいる」と自負するあおぞらオンラインのシステムを地銀向けに外販したりしている。かつてのシステム障害の際に一緒に闘った仲ということで、野崎とは非常に仲が良い。
しかし経営者となった野崎の変化は敏感に感じ取っており、作品中盤以降、坂畑の提案で裏切り者をあぶりだすために「一見端末上からはデータが削除されたように見えるが、実はデータは保存されており、かつ誰が削除指示を出したかがわかる」システムを導入した際には「以前の監査役ならこんなシステムには絶対反対しただろうに…」とボヤく場面も見られた。
南場（なんば）
本来は業務企画部・合併準備室で西條の部下。しかしシステム統合の担当となったため、合併を強行しようとする京極・西條らと、システム障害の発生を予期し合併の延期を要求する竹林・野崎らの板ばさみとなり苦悩する。その関係で監査役室にもよく顔を出しており、西條よりも野崎を信頼するような発言もしばしば見られる。
岩田桜子（いわた さくらこ）
続編から登場。初登場時は巣鴨支店の一窓口担当行員。苗字に加え、体が大きく岩のような顔をしているという理由で、通称は「ガンコ」。口座の移管手続きをしに来た（頭取就任前の）野崎を怒鳴りつけたことで野崎に強い印象を与え、頭取秘書に抜擢される。実は英検1級・上級フィナンシャルプランニング技能士・証券アナリスト・柔道二段・裏千家師範などかなりの資格持ち。
石原（いしはら）
続編から登場。初登場時は本店融資部の調査役。「かつて銀行をつぶした人間がのうのうと戻ってきた」として、当初は野崎のことをよく思っていなかった。さらに「苦しくてもビジョンのある企業を応援したい」という野崎の考えを、「いくら頭取だからってそんな勝手は許されない」としてはねつけ野崎と全面対決。結局中小企業向け融資の新しい評価基準を作ることになるが、ライバル行の評価基準をほぼ丸写ししたことがばれ、「取引先のことを全く考えていない」と野崎に怒られる。
本人は左遷も覚悟したが、何と頭取室に異動。その後野崎の意向で坂本とコンビを組まされ、ぶつぶつ文句を言いながらも二人でさまざまな案件を処理していく。後に融資企画部に移り、新たに考案した中小企業向け融資の審査システムの運用を担当する。
京極春樹（きょうごく はるき）
続編から登場。かつてのあおぞら銀行頭取・京極雅彦の息子。
財務省では主計局でエリートコースに乗っていたが、あえてそれを捨ててまで金融庁を経由し、出向であおぞら銀行の役員に就任した。役員就任時点でまだ43歳と若い。能力が高くエリート意識は強いものの、父に対する感情が屈折しており、父を否定する方向へと物事を考えがちである。
古巣である金融庁と同期の元キャリアで衆議院議員・佐々木と組み、あおぞら銀行を政府系銀行に再編を企図し、同時に自身がその銀行の総裁に就く腹積もりだったが、金融庁に影響力があった鷹山元首相を失脚に追い込んだことが鷹山元首相にばれ、暗殺寸前に追い込まれた。
春日洋八（かすが ようはち）
調査部員として登場。雪国銀行との合併の際に「今後は地方と手数料収入に特化すべき」との過激な経営提案を行い野崎に注目される。
白川（しらかわ）
生え抜きの常務で広報・IR担当。「お客様のための銀行」を唱える野崎に共鳴する一人。
大仏太郎（おさらぎ たろう）
元々自動車メーカーのトミタ出身で、関連会社の立て直しを10年間手がけてきた。その経験から、なぜ金融業界の企業の立て直しがうまくいかないのか疑問に思い、それを実践するためあおぞら銀行の役員となる。
体が非常に大きく、風貌は西郷隆盛似。
前職時代、関連会社では過激な立て直しを行ったため、結局どこの会社からも追い出されるようにトミタ本社に戻らざるを得なかった経緯があるほか、一度再建した会社も大仏がいなくなって数年経つとまた業績が悪化するという問題があった。あおぞら銀行でも支店の窓口で（しかも客のいる前で）行員を怒鳴りつけたりといった行動を頻繁に取ったことから、一部ではクレームも出た。
坂畑俊也（さかはた としや）
コンビニエンスストア業界出身で、前職ではPOSシステムの構築を手がけていた。その際の経験を生かし、金融業界できめ細かいシステムを利用したサービスを構築したいとしてあおぞら銀行への転職を希望。リテール分野の強化を考えていた野崎の眼に留まり、あおぞら銀行の最高情報責任者となった。
後に99.99%の精度で日次決算が行えるシステムを構築し、あおぞら銀行が急激に収益を回復しつつあること（＝野崎の方針の成果が出てきたこと）を実証した。

### その他
鷹山 光司郎（たかやま こうしろう）
政府与党・民自党の大物政治家で、初登場時は現役の総理大臣。京極とは都立外山高校時代からの同級生で、京極は経営が傾きつつあったあおぞら銀行の生き残りを賭けて鷹山への資金供与を行っていた。
続編ではあおぞらを潰し、その頭取に再び京極を据えることを計画するが、野崎や京極（息子）らの奔走でスキャンダルを暴かれ失脚し、計画は頓挫。その復讐として海藤を使い野崎の命を狙った。
海藤 義己（かいどう よしみ）
総会屋。「東都政策研究室」という右翼団体を率いている。若いころには銀行立てこもり事件を起こして逮捕されたりもしたが、後に政財界の大物といわれた伴堂栄二郎の弟子となり、その人脈・金脈を受け継いだ。
あおぞら銀行とは古い付き合いがあり、政府・民自党（特に鷹山ら）への資金供与の窓口となるついでに京極らから様々な便宜供与を受けていたため、その関係を絶とうとする野崎と様々なところでトラブルを起こす。
後に東銀座支店を舞台とした地上げおよびそれに伴う贈収賄事件（地上げの収益を鷹山の政治資金として還流させる予定だった）に関与していたとして逮捕される。
続編では出所し、あおぞら銀行、特に自らを潰した張本人である野崎への復讐を狙っている。一方で鈴木商事が手がける再開発案件であるアラカワ・パワー・プロジェクト（APP）の裏側での取り仕切りを任されていたが、その過程で同案件の土地の土壌が汚染されている事実をつかみ、鈴木商事を恐喝する。
しかし野崎・武田らに搦め手から資金源を絶たれ窮地に陥り、鷹山光司郎の手を借りて野崎暗殺を狙う。だがこれも結局失敗したため自殺を試みるも一命を取り留めた。
新堂（しんどう）
日本電気通信電話株式会社（NDD）の社長。野崎とは大学の同期で現在も親友。日本有数の大企業のトップという立場から野崎をバックアップする。
続編では野崎を柳沢の後任の頭取に推す。
橘 一郎（たちばな いちろう）
かつて野崎が、暴力団のフロント企業に巨額の融資を行ったことが明るみに出た責任を取る形で、関連会社のあおぞらファイナンス（主に債権回収業務を担当していた）に出向していた際の上司（当時はあおぞらファイナンスの専務）。あおぞら銀行に戻り専務を務めた後、あおぞら銀行の母体企業の一つである日本橋合資の社長となり、新日本銀行から旧あおぞら銀行が分離する際には野崎ら分離派の動きをバックアップした。
柏木 龍馬（かしわぎ りょうま）
毎朝新聞の記者。元々は政治記者歴が長く、かつて鷹山の番記者を務めていたこともあるが、現在は金融担当の遊軍記者。林を背任罪で告発した際の野崎の姿勢を見て興味を抱き、その後野崎の仲間として行動するようになる。
佐藤 剛士（さとう つよし）
あおぞら銀行の与党総会屋・佐藤寛次の息子で、弁護士資格を持ちつつ父親の後を継いで総会屋となる。武田に気に入られあおぞら銀行の顧問弁護士となった。
続編では武田の部下としてIRM社で働いている。野崎には一目置いており、「海藤を潰したい」という要求に対しいろいろと知恵を出す。
松崎 源陽（まつざき げんよう）
総会屋。元々は関西を地盤に活動していたが、海藤の後見人を務めていた関係から、海藤が逮捕され動きが取れなくなったのを見て関東に進出する。他の総会屋と異なり独自の思想を持っており、金銭に興味をさほど示さず、古い長屋に住み部下も持たない一匹狼。そのため他の総会屋からは変わり者扱いされている。
続編では海藤が出所したのに伴い、預かっていた関東の利権を海藤に返却したが、あおぞら銀行に関するものだけは手元に残したために海藤と対立する。
嵐山 隆造（あらしやま りゅうぞう）
越後屋百貨店の会長。もともとあおぞら銀行出身で京極の先輩に当たり、京極が頭取になる際にも裏でいろいろと支援をしていたようだが、バブル崩壊後経営に行き詰まる。それでも会長の座に居座っていたが、自宅前で社員が辞任を求めるデモを行っている様子を見て退陣を決断した。
中村 宗右衛門（なかむら そうえもん）
全日本百貨店協会会長。これまで経営危機に陥った多くのデパートに乗り込み建て直しを実現してきたことから「再建屋」の異名を取る。越後屋再建を願う野崎のリクエストに答える形で越後屋百貨店の経営を引き受けることに。なぜか橘祥子と仲が良い。
上条 力也（かみじょう りきや）
初登場時は「野武士集団」と異名を取るよつば銀行の副頭取。ただ次期頭取の最右翼として既に行内の実権を握っており、間もなく頭取に就任した。新日本銀行の合併交渉では京極の薦めに従い、国内の支店網を旧よつばの支店網を軸にすることに同意する。
続編では首都新生銀行（かつての新日本銀行が、あおぞら銀行離脱後行名を変更）の頭取。あおぞら銀行に再合併を持ちかける。しかしその後金融庁の検査に抵抗を示したため更迭された（ただ10巻の冒頭で「頭取」として紹介されており、記述に矛盾がある）。
五島 六治郎（ごとう ろくじろう）
ひかり銀行の頭取。元々ひかり銀行の系列には大手コンピュータメーカーの日の丸コンピュータがあり、同社及びその関連会社にはひかり銀行OBも多数在籍しているなど非常につながりが深いことから、新日本銀行誕生に伴うシステム統合の過程において、ひかり銀行のシステムを新銀行でも採用するよう強く主張した。しかしその代償として合併において大幅に不利な条件を飲まされたほか、システム障害発生後は日の丸コンピュータの裏切りといってもいい行為に遭い事実上実権を失う。
鬼頭（きとう）
日の丸コンピュータ社長。ひかり銀行の役員フロアに顔パスで出入りできるほどの実力者。しかし五島のことをあまりよく思っておらず、新日本銀行の合併に当たっては「システムの重要性を知る良いチャンスだ」として、システム障害が発生することについて事前に部下から報告を受けていたにもかかわらずそれを放置。さらには障害発生後も「我々には全く責任はない」「責任はシステムを抱え込みたがる銀行の体質にある」と公言し新銀行の首脳陣を攻撃した。
若槻（わかつき）
続編より登場。四季銀行頭取。温厚に見えるが野心家。銀行の経営者としては異質な野崎に興味を抱き、最終的にあおぞら銀行の増資の呼びかけに応じた。
田村（たむら）
続編より登場。金融担当大臣。「学者上がり」と馬鹿にされることが多いが実はかなりの策士。モデルは竹中平蔵。

## 書誌情報
- 『監査役 野崎修平』集英社(SCオールマン)全12巻
  1. 1999年3月24日発売 ISBN 4-08-878252-6
  2. 1999年7月24日発売 ISBN 4-08-878265-8
  3. 1999年10月24日発売 ISBN 4-08-878272-0
  4. 2000年2月23日発売 ISBN 4-08-878286-0
  5. 2000年6月24日発売 ISBN 4-08-878298-4
  6. 2000年9月24日発売 ISBN 4-08-878308-5
  7. 2000年12月16日発売 ISBN 4-08-878316-6
  8. 2001年4月24日発売 ISBN 4-08-878333-6
  9. 2001年8月22日発売 ISBN 4-08-878346-8
  10. 2002年1月23日発売 ISBN 4-08-878356-5
  11. 2002年5月22日発売 ISBN 4-08-878368-9
  12. 2002年8月24日発売 ISBN 4-08-878377-8
- 『監査役 野崎修平(新装版)』(ヤングジャンプコミックス)全12巻が2017年11月15日に出版された[5]。
- 『監査役 野崎修平 銀行大合併編』集英社(ヤングジャンプ・コミックスBJ)全4巻
  1. 2002年12月11日 ISBN 978-4088763866
  2. 2003年4月18日 ISBN 978-4088764337
  3. 2003年9月19日 ISBN 978-4088765044
  4. 2004年2月19日 ISBN 978-4088765723

## テレビドラマ

### 監査役 野崎修平
2018年1月14日から3月4日まで、WOWOWの連続ドラマW枠にて放送された。全8話。主演は織田裕二。原作の「あおぞら銀行」は、「おおぞら銀行」に変更されている。

#### キャスト
おおぞら銀行
- 野崎修平 - 織田裕二 : 地蔵通り支店 店長 → 監査役
- 京極雅彦 - 古谷一行 : 頭取
- 柳沢秋保 - 光石研 : 関連事業部 行員 → 副頭取
- 武田真吾 - 岸谷五朗 : おおぞら興産 社長 → 専務（林専務の後任）
- 林一郎 - 利重剛 : 専務（不正融資疑惑の責任を取って辞職）
- 阿部龍平 - ユースケ・サンタマリア : 取締役（不正融資疑惑の責任を取って辞職）
- 立川祥子 - 松嶋菜々子 : 東銀座支店 支店長
- 吉野美保 - 瀧本美織 : 監査役秘書
- 鬼塚 - 戸田昌宏 : 本店第一営業部長（不正融資疑惑の責任を取って辞職）
- 和田博和 - 松嶋亮太 : 第一営業部 社員（タニダエージェンシーとの不正取引について告発文を送る。）
- 西條進 - 三浦誠己 : 業務推進部 部長
- 坂本正義 - 駿河太郎 : 業務推進部 行員
- 渡辺勝利 - 甲本雅裕 : 検査部 部長 → 関連会社 社員（出向）
- 堺 - 木下隆行 : 検査部 部長（渡辺の後任）
- 沖田浩二 - 小林且弥 : 検査部 行員 → 情報屋（沖田陽造の三男）
- 菊山 - 矢柴俊博 : 総務部 部長
- 板垣悟郎 - 井上肇 : 支店業務部 部長
- 森島博 - 菅原大吉 : 人事部 部長

- 大森良夫 - 螢雪次朗 : 元東銀座支店 支店長（安藤の元上司）

- 安藤慎二 - 松尾諭 : 東銀座支店 行員 →おおぞらローンサービス 社員

野崎家
- 野崎志穂 - 西田尚美 : 野崎修平の妻
- 野崎枝理花 - 瑞季 : 野崎修平の娘

総会屋
- 松崎源陽 - 本田博太郎 : 総会屋
- 海藤義己 - 宇梶剛士 : 東都政策研究室 総帥
- 谷田弘道 - 酒向芳 : 谷田興産 代表、タニダエージェンシー 代表

その他
- 鷹山光司郎 - 勝部演之 : 内閣総理大臣（京極雅彦とは高校の同級生である。）
- 橘一郎 - 山本圭 : 日本橋合資 社長
- 沖田陽造 - 団時朗 : 大日本生命 社長（沖田浩二の実父）
- 木村ウメ - 田島令子 : 木村ビルオーナー
- 柏木竜馬 - 小市慢太郎 : 毎朝新聞 記者
- 上条力也 - 浜田晃 : よつば銀行 頭取
- 五島六治郎 - 鶴田忍 : ひかり銀行 頭取
- 佐藤剛士 - 生島翔 : 弁護士
- 安藤香奈 - 古川凛 : 安藤慎二の娘
- 東京地検特捜部検事 - 宝井誠明 :

#### スタッフ
- 原作 - 周良貨・能田茂『監査役野崎修平』（集英社刊）
- 脚本 - 前川洋一
- 監督 - 権野元
- 音楽 - 羽岡佳、石毛駿平
- プロデュース - 青木泰憲[9]、稲葉尚人
- 制作協力 - 角川大映スタジオ
- 製作著作 - WOWOW

#### 放送日程
| 放送回 | 放送日  |
| ------ | ------- |
| 第1話  | 1月14日 |
| 第2話  | 1月21日 |
| 第3話  | 1月28日 |
| 第4話  | 2月04日 |
| 第5話  | 2月11日 |
| 第6話  | 2月18日 |
| 第7話  | 2月25日 |
| 第8話  | 3月04日 |

### 頭取 野崎修平
2020年1月19日から2月16日まで、WOWOWの連続ドラマW枠にて放送された。全5話。主演は引き続き織田裕二。

#### キャスト（頭取）
おおぞら銀行
- 野崎修平 - 織田裕二：頭取
- 立川祥子 - 松嶋菜々子：常務
- 石原俊之 - 風間俊介：融資部 行員
- 京極春樹 - 小澤征悦：取締役
- 吉野美保 - 瀧本美織：頭取秘書
- 富永真 - 渡辺翔太 (Snow Man)：頭取秘書
- 坂本正義 - 駿河太郎：藤岡長沼支店 調査役
- 西條進 - 三浦誠己：法人営業部 部長
- 柳沢秋保 - 光石研 : 前頭取

日雲商事
- 音川真由美 - 泉里香：戦略室 社員
- 塩田正康 - 相島一之：取締役
- 村上哲也 - 宮川一朗太：戦略室 室長
- 江頭隆三 - 佐々木勝彦：代表取締役社長
- 堀和之 - 千葉哲也：常務取締役

金融庁
- 山田忠夫 - 小野 了 : 検査局長
- 紅梅勇治郎 - 野間口徹：主席検査官

野崎家
- 野崎志穂 - 西田尚美：野崎修平の妻
- 野崎枝理花 - 瑞季 : 野崎修平の娘

その他
- 京極雅彦 - 古谷一行：元頭取
- 武田真吾 - 岸谷五朗：IRM社 社長
- 海藤義己 - 宇梶 剛士：東都制作研究室 総帥（収監されていた）
- 谷田弘道 - 酒向芳：谷田興産 代表、タニダエージェンシー 代表
- 沖田浩二 - 小林且弥：経営コンサルタント
- 柏木竜馬 - 小市慢太郎：毎朝新聞 記者
- 佐伯幸太郎 - 津嘉山正種 : 産業再生機構　代表取締役社長
- 田村慶一朗 - モロ師岡：財務大臣
- 佐藤剛士 - 生島翔：IRM社 弁護士

#### スタッフ（頭取）
- 原作 - 周良貨・能田茂『頭取野崎修平』（集英社刊）
- 脚本 - 前川洋一
- 監督 - 権野元
- 音楽 - 羽岡佳、石毛駿平
- プロデュース - 青木泰憲、稲葉尚人
- 制作協力 - 角川大映スタジオ
- 製作著作 - WOWOW

#### 放送日程（頭取）
| 放送回 | 放送日  |
| ------ | ------- |
| 第1話  | 1月19日 |
| 第2話  | 1月26日 |
| 第3話  | 2月02日 |
| 第4話  | 2月09日 |
| 第5話  | 2月16日 |